# Scardinius hesperidicus

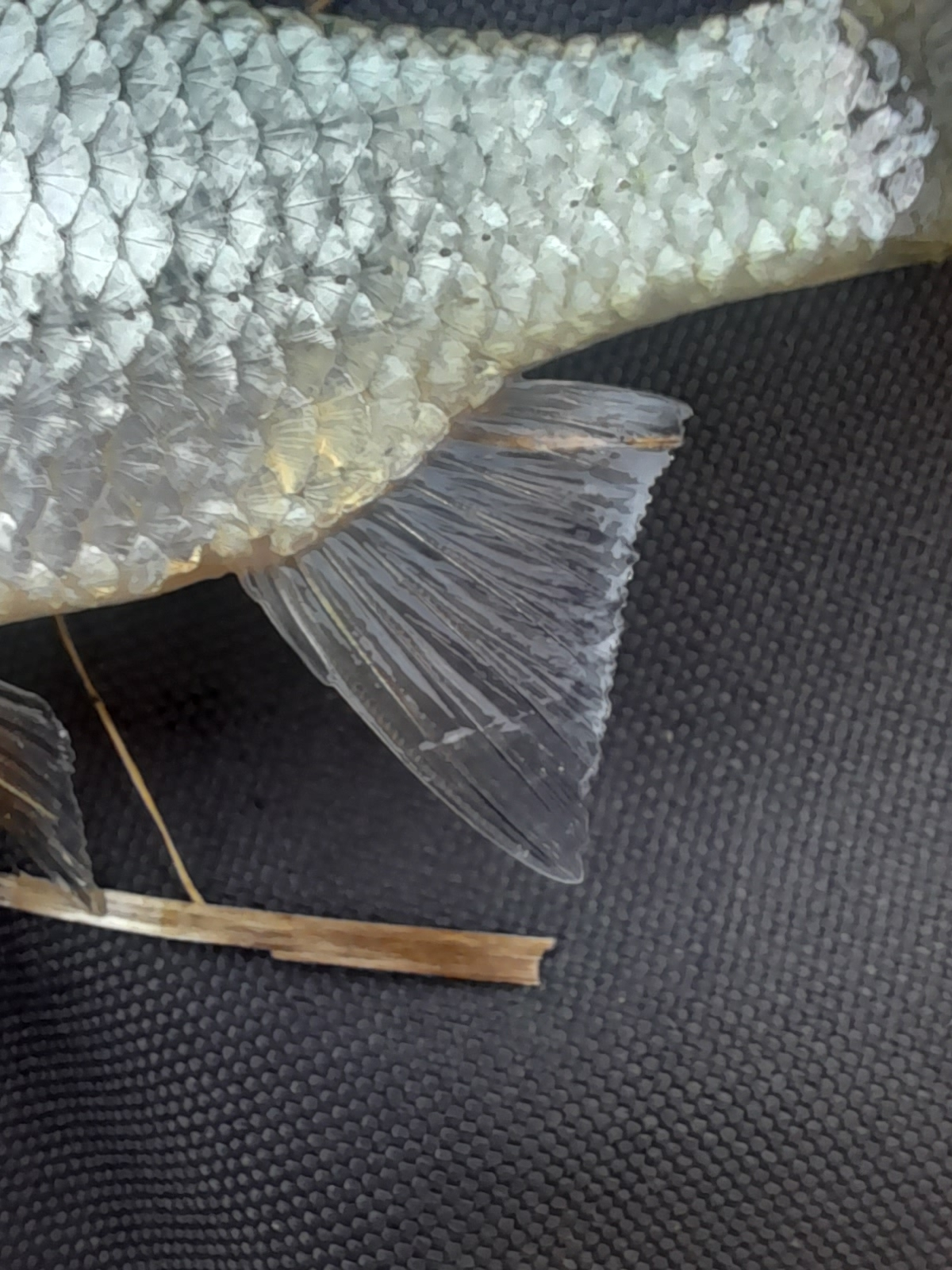
Particolare della pinna anale di S. hesperidicus

La scardola padana (Scardinius hesperidicus Bonaparte, 1845) è un pesce osseo di acqua dolce della famiglia Cyprinidae.

## Descrizione
Il corpo ha sagoma abbastanza tozza ed è compresso lateralmente, con dorso alto e ventre arrotondato, soprattutto nell'adulto. La bocca è nettamente rivolta verso l'alto ma posta all'apice del muso, in posizione terminale. Le scaglie sono grandi e vengono perse facilmente con la manipolazione. Nell'area tra le pinne ventrali e la pinna anale le scaglie ventrali sono carenate. La pinna dorsale ha margine leggermente concavo ed è impiantata evidentemente dietro l'origine delle pinne ventrali, carattere questo che distingue agevolmente il genere Scardinius da quasi tutti gli altri ciprinidi europei (tranne alcuni come, ad esempio, l'alborella). La pinna caudale è biloba, poco profondamente forcuta. L'unico carattere esteriore che consente il riconoscimento di questa specie dalle altre due specie del genere presenti in Italia (Scardinius erythrophthalmus alloctona e di incerta presenza in Italia e Scardinius scardafa autoctona) è il numero di raggi ramificati nella pinna anale che sono 10-11 in S. hesperidicus, 12-14 in S. erythrophthalmus e 9 in S. scardafa.
La colorazione del corpo è simile a quella della scardola europea, argentea spesso con riflessi dorati più o meno visibili, dorso verdastro e ventre biancastro. Sul peduncolo caudale dei giovanili può essere presente una macchia scura che scompare con l'accrescimento. L'iride dell'occhio è di solito argentea, può avere riflessi bronzati o ramati ma non è mai rossa come nella congenere europea. Le pinne sono grigie, almeno negli individui di dimensioni maggiori di 10 cm; possono avere sfumature marroni o verdastre ma mai rosse come in S. erythrophthalmus.
La taglia massima nota è di 40 cm, la taglia media è di 20-25 cm per un peso di 200-400 grammi.

## Distribuzione e habitat
Autoctono della Pianura Padana e della sponda italiana del Mare Adriatico (il confine meridionale, presumibilmente situato nelle Marche, è tuttavia incerto), è stata introdotta anche sul versante tirrenico, nel sud Italia e in numerosi laghi transalpini. Come le altre scardole predilige acque ferme o a corrente calma o moderata, ricche di vegetazione acquatica e fondi fangosi. Risulta presente anche nei tratti a corrente lenta dei fiumi nella zona dei ciprinidi fitofili.

## Biologia
L'età massima nota è di 15 anni.

### Comportamento
È una specie gregaria che vive in banchi.

### Alimentazione
È un pesce prettamente onnivoro, rispetto ad altre scardole questa specie consuma molto materiale di origine vegetale, oltre a questo si nutre di insetti e piccoli invertebrati e, in certe stagioni, ha una dieta basata sullo zooplancton.

### Riproduzione
Si riproduce da marzo a luglio, quando la temperatura supera i 18°C. Depone le uova sulla vegetazione sommersa in acque basse; ogni femmina può deporre fino a 100.000 uova. La maturità sessuale viene raggiunta a 2-3 anni.

## Pesca
In ambito commerciale il suo interesse è pressoché nullo: la sua carne risulta molle, insipida e ricchissima di spine. In ambito sportivo la scardola è un pesce vorace che attacca molto facilmente esche naturali di ogni tipo e che viene insidiato prevalentemente a passata.

## Conservazione
La specie è abbondante nell'areale e l'unica limitata minaccia può essere l'ibridazione con la scardola europea laddove le due specie sono in simpatria. La lista rossa IUCN la classifica come "a rischio minimo".

## Tassonomia
Fino al 2014 non è stata distinta da S. erythrophthalmus.